# Віллоу-Сіті (Північна Дакота)
Віллоу-Сіті (англ. Willow City) — місто (англ. city) в США, в окрузі Боттіно штату Північна Дакота. Населення — 149 осіб (2020).

## Географія
Віллоу-Сіті розташований за координатами 48°36′16″ пн. ш. 100°17′36″ зх. д. / 48.60444° пн. ш. 100.29333° зх. д. (48.604490, -100.293273).  За даними Бюро перепису населення США в 2010 році місто мало площу 1,18 км², уся площа — суходіл.

## Демографія
Згідно з переписом 2010 року, у місті мешкали 163 особи в 84 домогосподарствах у складі 47 родин. Густота населення становила 138 осіб/км².  Було 123 помешкання (104/км²).
Расовий склад населення:
| - 95,1 % — білих - 2,5 % — корінних американців - 0,6 % — чорних або афроамериканців |

До двох чи більше рас належало 1,8 %. Частка іспаномовних становила 0,6 % від усіх жителів.
За віковим діапазоном населення розподілялося таким чином: 16,0 % — особи молодші 18 років, 57,6 % — особи у віці 18—64 років, 26,4 % — особи у віці 65 років та старші. Медіана віку мешканця становила 51,2 року. На 100 осіб жіночої статі у місті припадало 117,3 чоловіків;  на 100 жінок у віці від 18 років та старших — 107,6 чоловіків також старших 18 років.
Середній дохід на одне домашнє господарство  становив 48 873 долари США (медіана — 48 333), а середній дохід на одну сім'ю — 54 428 доларів (медіана — 56 250). За межею бідності перебувало 10,1 % осіб, у тому числі 20,0 % дітей у віці до 18 років та 11,1 % осіб у віці 65 років та старших.
Цивільне працевлаштоване населення становило 88 осіб. Основні галузі зайнятості: сільське господарство, лісництво, риболовля — 23,9 %, мистецтво, розваги та відпочинок — 18,2 %, освіта, охорона здоров'я та соціальна допомога — 12,5 %, транспорт — 9,1 %.